# Avenue de la Porte-d'Ivry
L'avenue de la Porte-d'Ivry est une voie du sud du 13e arrondissement de Paris, en France.

## Situation et accès
L'avenue de la Porte-d'Ivry est située dans le 13e arrondissement de Paris. Elle débute au carrefour du boulevard Hippolyte-Marquès (anciennement boulevard de la Zone), de l'avenue Maurice-Thorez et de la rue André-Voguet et se termine au 75, boulevard Masséna.

L'avenue en 2024
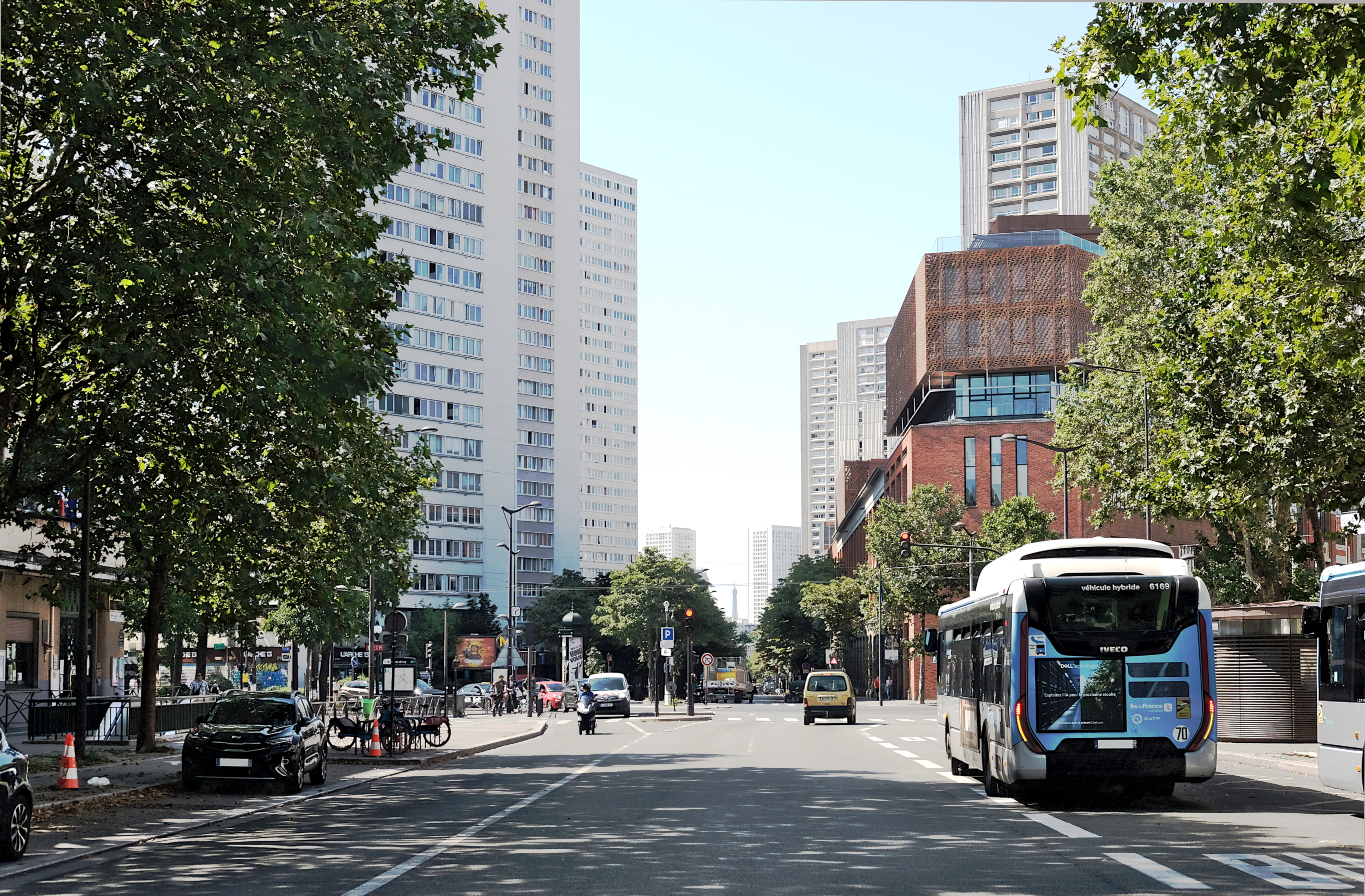
L'avenue vue en direction du boulevard Massena.
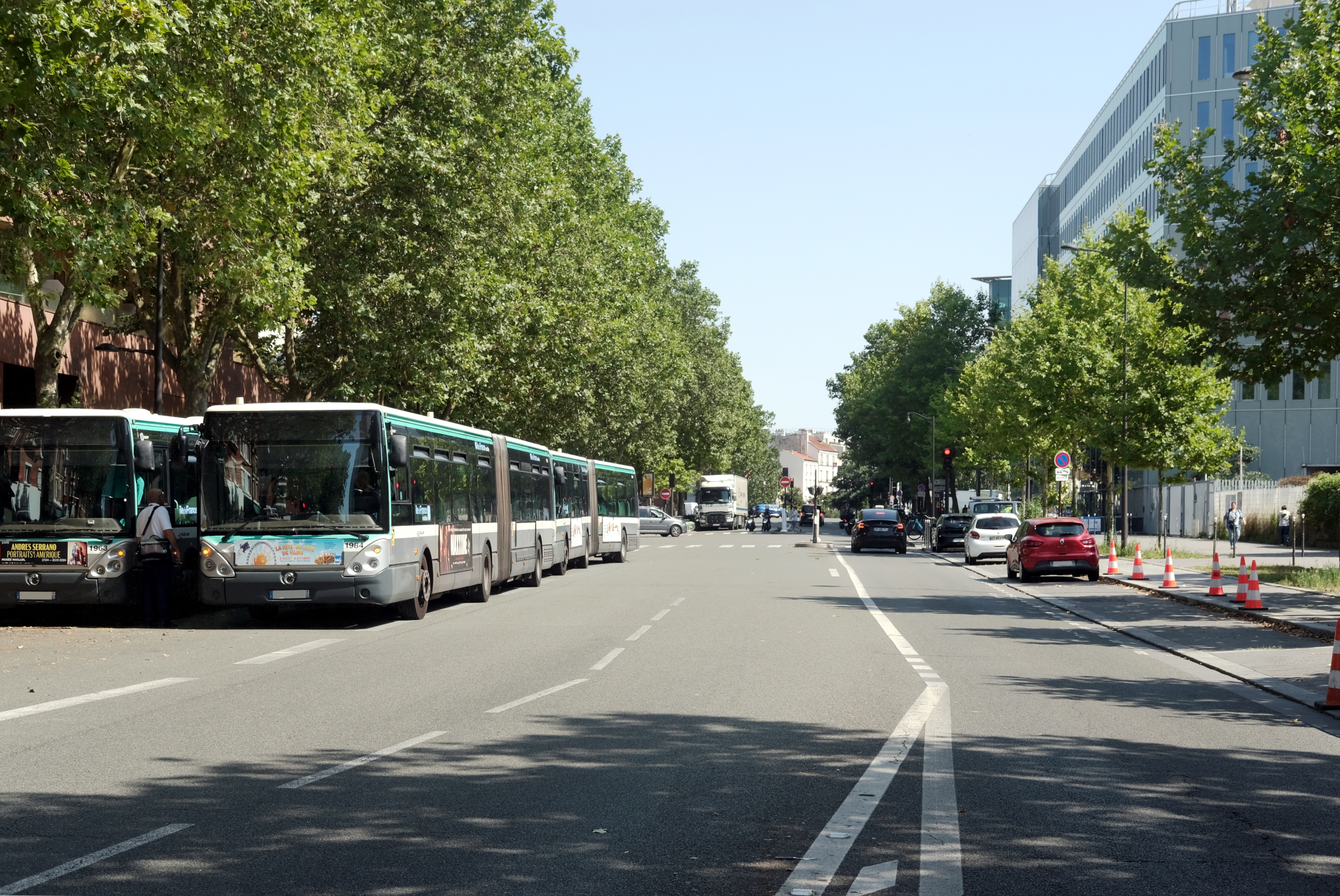
L'avenue vue en direction du périphérique.

## Origine du nom
Elle porte ce nom car elle est située en partie sur l'emplacement de l'ancienne porte d'Ivry de l'enceinte de Thiers à laquelle elle mène.

## Historique
La voie a été créée en 1930. La partie située entre le boulevard Masséna et la rue Dieudonné-Costes a été aménagée entre les bastions nos 89 et 90 de l'enceinte de Thiers. Le prolongement faisait partie de la rue de Paris à Ivry-sur-Seine et a été annexé par la ville de Paris en 1929.